# ماماكاتينغ (نيويورك)
ماماكاتينغ (بالإنجليزية: Mamakating, New York)‏ هي بلدة أمريكية تقع في الولايات المتحدة في مقاطعة سوليفان، نيويورك. يقدر عدد سكانها بـ 12,085 نسمة ومساحتها 254.5 كم2 وترتفع عن سطح البحر 256 متر.